# Sparassis laminosa
 
Спарасис тонколистий, Спарасис розгладжений (Sparassis laminosa) — вид грибів роду Спарасис (Sparassis). Гриб класифіковано у 1836 році.
Синоніми та застарілі назви: Sparassis crispa var. laminosa, Masseeola laminosa, Sparassis herbstii, Stereum caroliniense.

## Будова
Плодове тіло гриба неправильної напів кулястої форми, діаметром 10-30 см, висотою 10-25 см, складається з безлічі лопатей, які ростуть зі спільної м'ясистої основи. Лопаті прямі, видовжені, коралоподібно розгалужені, сплющені, гладкі, на краях дещо звивисті, білуватого, світло-кремового забарвлення, з віком блідо-жовті або солом'яно-вохряні. 
М'якуш восковий, щільний, білий, кремово-білуватий, із приємним горіховим смаком. Аромат невизначений, іноді зі слабким хлорним запахом, що зникає після приготування, у старих грибів хлорний запах посилюється.
Гіменій гладкий, (спороносна частина гриба) розвивається на зовнішній поверхні лопатей, схожих на іншу сторону, але покриттям білого порошку після спороутворення. Спори еліпсоїдні, розміром 4,5-7 3-4,5 мкм.
Спарасис тонколистий дуже подібний до Спарасиса ребристо-кучерявого (Sparassis crispa), від якого відрізняється прямими, видовженими, світлішого забарвлення лопатями (не кучерявими та не переплутаними). На відміну від Спарасиса ребристо-кучерявого, що росте у соснових лісах, Спарасис тонколистий росте в основному на сонячних ділянках широколистяних лісів.

## Життєвий цикл
Спричинює появу жовто-бурої гнилі коренів біля основи стовбурів листяних і деяких хвойних дерев. Плодові тіла з'являються в серпні - жовтні, але не щорічно.

## Поширення та середовище існування
Поширений переважно в листяних і мішаних лісах Західної та Центральної Європи, у Східній Європі зустрічається нечасто. Росте на землі, переважно на коренях дуба, значно рідше на коренях сосни, ялини, модрини.

## Практичне використання
Sparassis laminosa - смачний їстівний гриб.

## Природоохоронний статус
Включений до Червоної книги Білорусі. Охороняється в Польщі.